# Parandra cribrata
Parandra cribrata är en skalbaggsart som beskrevs av Thomson 1861. Parandra cribrata ingår i släktet Parandra och familjen långhorningar.
Artens utbredningsområde är:
- Kuba.
- Haiti.

Inga underarter finns listade i Catalogue of Life.